# Colorado Grit
Colorado Grit är ett amerikanskt juniorishockeylag som spelar i North American Hockey League (NAHL) sedan 2023. De spelar sina hemmamatcher i inomhusarenan Greeley Ice Haus i Greeley i Colorado.
Colorado Grit spelade sin första match 8 september 2023.